# Cloison (bateau)
Cet article concerne les cloisons d'un bateau. Pour les cloisons d'une maison, voir cloison.

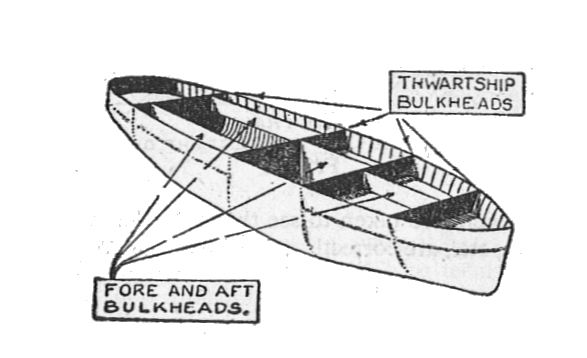
Cloisonnage d'un navire

Dans un bateau, une cloison désigne une séparation verticale située à l'intérieur de la coque qui permet de compartimenter le navire. Elle peut permettre de créer des compartiments étanches sous la ligne de flottaison en cas d'inondation du navire, ou d'isoler des pièces en cas d'incendie.